# Slaget ved St. Lucia
Slaget ved St. Lucia var et søslag, der blev udkæmpet uden for øen Saint Lucia i Caribien under den amerikanske uafhængighedskrig den 14. december 1778 mellem den britiske og franske flåde.
Den franske kommandør Charles Hector satte kursen mod Caribien den 4. november samme dag som kommandør William Hotham blev sendt fra New York for at forstærke den britiske flåde i farvandet, idet den franske guvernør i Martinique Francois Claude Amor havde indtaget den britiske ø Dominica den 7. september. Admiral Samuel Barrington fra De britiske Leewardøer hævnede sig ved at indtage Saint Lucia den 13. og 14. december efter at Hotham ankom fra Nordamerika. Hector fulgte Hotham tæt og blev slået i to angreb på Barringston i Cul-de-Sac på Saint Lucia den 15. december.

## Deltagende skibe
| Skib            | Kanoner | Klasse    | Kommandør                 |
| --------------- | ------- | --------- | ------------------------- |
| Prince of Wales | 74      | Linjeskib | Admiral Samuel Barrington |
| Boyne           | 70      | Linjeskib |                           |
| Preston         | 64      | Linjeskib | William Hotham            |
| St. Albans      | 64      | Linjeskib |                           |
| Nonsuch         | 64      | Linjeskib |                           |
| Centurion       | 50      | Linjeskib |                           |
| Isis            | 50      | Linjeskib |                           |
| Venus           | 36      | Frigat    |                           |
| Aurora          | 28      | Frigat    |                           |
| Ariadne         | 20      | Frigat    |                           |

Admiral d'Estaings flåde bestod af følgende skibe:
| Skib        | Kanoner | Klasse    | Kommandør                           | Officerer | Frivillige | Besætning | Total |
| ----------- | ------- | --------- | ----------------------------------- | --------- | ---------- | --------- | ----- |
| Languedoc   | 80      | Linjeskib | Admiral d'Estaing; Boulainvilliers  | 38        |            | 777       | 875   |
| Tonnant     | 80      | Linjeskib | Breugnon, chef; Bruyères, kommandør | 22        |            | 685       | 707   |
| César       | 74      | Linjeskib | Broves, chef; Raymondis, kommandør  |           |            | 713       | 793   |
| Zélé        | 74      | Linjeskib | Barras                              | 17        | 14         | 486       | 507   |
| Hector      | 74      | Linjeskib | Moriès                              |           |            |           |       |
| Guerrier    | 74      | Linjeskib | Bougainville                        | 22        |            | 400       | 422   |
| Marseillais | 74      | Linjeskib | La Poype-Vertrieux                  | 19        | 3          | 584       | 606   |
| Protecteur  | 74      | Linjeskib | Apchon                              | 14        |            | 391       | 405   |
| Vaillant    | 64      | Linjeskib | Chabert                             |           |            |           | 542   |
| Provence    | 64      | Linjeskib | Champorcin                          | 14        |            | 408       | 422   |
| Fantasque   | 64      | Linjeskib | Suffren                             | 13        |            | 419       | 432   |
| Sagittaire  | 50      | Linjeskib | Rioms                               |           |            |           |       |
| Chimère     | 32      | Frigat    | Saint-Cézaire                       | 15        |            | 225       | 240   |
| Engageante  | 26      | Frigat    | Gras Préville                       |           |            |           |       |
| Alcmène     | 26      | Frigat    | Bonneval                            | 11        |            | 196       | 207   |
| Aimable     | 26      | Frigat    | Saint-Eulalie                       | 9         |            | 231       | 240   |